# Parallell dvärgdykare
Parallell dvärgdykare (Laccornis oblongus) är en skalbaggsart som först beskrevs av James Francis Stephens 1835.  Parallell dvärgdykare ingår i släktet Laccornis och familjen dykare. Arten är reproducerande i Sverige. Inga underarter finns listade i Catalogue of Life.